# Hermínio Martins
Hermínio Martins  (Maputo, 1934 - Oxford, 19 de agosto de 2015) foi um sociólogo português, autor, professor emérito da Universidade de Oxford (St Antony's College), e investigador honorário do Instituto de Ciências Sociais (Universidade de Lisboa).

## Formação
Hermínio Martins nasceu na cidade que à época era Lourenço Marques, licenciou-se na London School of Economics, onde estudou sociologia e filosofia da ciência e do conhecimento científico com Karl Popper, filosofia política com Michael Oakeshott, e teve Ernest Gellner como orientador de pós-graduação. Começou a lecionar na Universidade de Leeds, onde conviveu com John Rex e Jerome Ravetz. Trabalhou também na Universidade de Essex, onde foi um dos fundadores do departamento de sociologia. Lecionou também nas universidades da Pensilvânia e de Harvard, na época de ouro da sociologia nesta instituição de ensino, participando de seminários e debates com Talcott Parsons, George Homans, Seymour Martin Lipset, David Riesman, e com integrantes da geração posterior, como Harrison White e Gerald Platt. Voltou à Inglaterra, ingressando no St Antony's College da Universidade de Oxford, para lecionar Sociologia da América Latina, de 1971 a 2001. Segundo John Rex, alguns episódios da trajetória pessoal e profissional de Hermínio Martins foram:
| “ | A origem social de classe, o nascimento e educação numa colônia africana, a experiência direta de segregação racial, o interesse pela sociologia, a passagem pelo meio acadêmico britânico, o posicionamento político de esquerda [e demonstram] como e em que circunstâncias institucionais pode alguém honestamente perseguir o conhecimento e manter ao mesmo tempo compromissos morais importantes | ” |

## Marco da sociologia britânica
Durante o longo exílio, Hermínio Martins tornou-se, segundo Roland Robertson, um dos principais nomes das ciências sociais na Grã-Bretanha, permitindo a consolidação do interesse acadêmico no "mundo como um todo", na ciência social comparativa, e nos mais variados temas históricos . Para Hermínio Martins, sobretudo nas ciencias sociais impera a lógica do "nacionalismo metodológico", do pensamento nacional no financiamento, na competição por inovação e nas políticas de fomento, em que a "comunidade nacional constitui a unidade terminal e a condição limite para demarcação de problemas e [de] fenômenos" . Nesse mesmo sentido, seu nome também é citado em A History of Sociology in Britain, de A. H. Halsey, como um dos mais importantes professores - ao lado do italiano Poggi, do polonês Andreski, do alemão Dahrendorf e do americano Birnbaum - que contribuíram para o caráter internacional da sociologia britânica. Não admira ter sido o primeiro sociólogo a ser incluído, por indicação de Imre Lakatos, no comitê da British Society for the Philosophy of Science. 
| “ | Em 2001 torna-se Emeritus Fellow da Universidade de Oxford - e por ter ao longo de décadas promovido seminários sobre a realidade portuguesa, foi agraciado, pelo presidente Mário Soares, com o grau de Grande-Oficial da Ordem do Infante D. Henrique (9 de junho de 1995) e, pelo presidente Jorge Sampaio, com o grau de Grande-Oficial da Ordem Militar de Sant'Iago da Espada (9 de junho de 2001) - e na sequência ingressa como investigador coordenador no Instituto de Ciências Sociais da Universidade de Lisboa. No seu regresso a Portugal, deparou com um ambiente cultural, onde encontrou interlocutores como não tinha desde os seus primeiros anos na Inglaterra | ” |

Hermínio foi o primeiro cientista social português a receber, em 2006, o título de Doutor Honoris Causa pela Universidade de Lisboa. Até então apenas estrangeiros foram reconhecidos assim, dentre os quais, e talvez o primeiro, o brasileiro Florestan Fernandes, galardoado pela Universidade de Coimbra. A razão foi ser considerado por boa parte da comunidade acadêmica como um dos fundadores da sociologia portuguesa.

## Sociologia,ciência reflexiva
Hermínio Martins propõe que a sociologia seja uma "disciplina historico-filosoficamente reflexiva". Segundo ele, "qualquer concepção adequada do conhecimento científico deve envolver uma profunda compreensão da sua história", o que se aplica tanto às ciências naturais como às sociais. No caso específico da sociologia propõe um "racionalismo temperado histórica e claro que também sociologicamente perto das orientações sociológico-filosóficas centrais de Durkheim". A estrutura lógica de sua sociologia se aproxima das meta-disciplinas (lógica, epistemologia, e mesmo a filosofia no seu conjunto), "no sentido em que o mundo social é constituído pelas significações simbólicas e tipificações dos actores dentro dele, e portanto a análise sociológica é forçosamente [...] uma reflexão sobre construtos pré-datados" (p.158).
Coerente com essa postura identifica na comunidade académica e no dia-a-dia um modo prático de encarar a vida, segundo uma lógica problema-solução, ametafísica, apoética, aliterária, ateológica, anestética, de "não-musicalidade religiosa" (Weber) e de "cegueira metafísica" (Scheler), que estigmatiza todos que fogem da norma instrumentalista, cujo 'tipo-ideal' é o engenheiro, crente na soberania da técnica e concebendo a conduta racional como um comportamento que tende exclusivamente a um
propósito ou meta específica, guiada por um cálculo consciente dos meios para conseguir um fim. A sociologia, nesse sentido, deveria estudar apenas os fatos, mensuráveis, substância única da vida, sem lugar para o irreal, o contrafatual, os ideais e as idealizações(p.31). Martins, por sua vez, ressalata que a principal tarefa da sociologia é "crítica das utopias", dos ideais, das imagens do futuro que os atores projetam e pelas quais anseiam. Inconsciente dessa tarefa, a sociologia convencional mergulha no estudo de "topias" (G.Landauer) focado no estado de coisas vigente em um dado momento, em determinada sociedade, descrevendo tooas as suas contingências e particularidades, e sempre de uma forma axiologicamente "neutra", sem tomar partido, sem participar de conflitos.

## Vida e tecnociência enquantoExperimentum Humanum
Em Experimentum Humanum: Civilização Tecnológica e Condição Humana (2011), Hermínio Martins debruçou-se sobre um axioma que se tem tornado muito comum no estudo atual da técnica: “a tecnologia como extensão do humano”. Na perspetiva do autor, este topos, no seu dizer uma verdadeira «teoria prostética» impulsionada entre 1860 e 1870, é oriundo de uma fusão de textos, em versões parciais ou totais, que postulam o marxismo clássico, as popularizações da teoria evolucionista de Darwin e a psicanálise freudiana. Ernst Kapp teria sido um desses primeiros teóricos a ver a história do humano como a objetivação da sua essência. A técnica apareceria aqui como um prolongamento da nossa essência, na medida em que “o inconsciente produz externalizações técnicas variegadas, projetando vários traços e fases do ser humano”. Esta ótica Kappiana sugeria o autoconhecimento e a autoconsciência humanas como realizações do estudo dos produtos do trabalho humano, na medida em que a sua “ênfase metafísica na passagem do inconsciente ao consciente por via da externalização técnica oferece-lhe uma espécie de garantia cósmica de que o crescimento da tecnologia será, pari passu, o crescimento da autoconsciência humana”. Este é, para Hermínio Martins, sinal de um forte «somatismo tecnológico» onde as raízes humanas, através das externalizações técnicas, estariam nas profundezas do inconsciente. Constata assim que nos encontramos hoje perante um certo «gnosticismo tecnológico», quer dizer, diante de um “casamento das realizações, projetos e aspirações tecnológicos com os sonhos caracteristicamente gnósticos de se transcender radicalmente a condição humana”. A ideia central que o autor aqui vinca é esta: o móbil de legitimação desta nova tecnociência parece ser o de ultrapassar os parâmetros mais básicos da condição humana - a expressão, entre outras, da “abolição” ou “aniquilação” do espaço e do tempo é um dos exemplos maiores, construindo uma certa «retórica do eletrónico sublime».